# Пагроцки, Лейф
Лейф Пагроцки (род. 20 октября 1951 года в Гётеборге, Швеция) — шведский политик (социал-демократ) и экономист, который занимал несколько министерских постов в правительстве Йорана Перссона 1996—2006 годов.

## Биография
Пагроцки родился и вырос в Бьоркекерре, Восточный Гётеборг.
После учебы в средней школе, некоторое время был портовым работником.
В 1975 году Пагроцки получил степень магистра в области экономики в Университете Гётеборга и устроился в том же году в Банк Швеции.
В 1970-х и 1980-х годах занимал пост в Министерстве финансов. В течение нескольких лет в начале 1980-х годов он работал в Организации экономического сотрудничества и развития в Париже.
Когда в 1994 году вернулись социал-демократы, Пагроцки был назначен государственным секретарем Министерства финансов.
Пагроцки был министром в Министерстве бизнеса и коммерции в 1997—1998 годах, а также занимал должность в Министерстве иностранных дел в 1998—2002 годах.
В 2011 году Пагроцки был избран в качестве заместителя в Исполнительный комитет социал-демократов. В 2013 году покинул политику.
Лейф Пагроцки работал в качестве советника в Греции.
17 декабря 2015 года он был назначен генеральным консулом Швеции в Нью-Йорке.